# لرد (فیلم)
لِرد (به معنی ته نشستِ شراب یا گاهی دیگر مایعات) فیلمی سینمایی به نویسندگی، تهیه‌کنندگی کارگردانی محمد رسول‌اف محصول سال ۱۳۹۵ است.
این فیلم ششمین فیلم سینمایی محمد رسول‌اف است و از تولیدات رسمی سینمای ایران، زمستان ۱۳۹۵ با دریافت پروانه ساخت، مقابل دوربین رفت، اما از سی و پنجمین جشنواره فیلم فجر کنار گذاشته شد.
لرد توانست در هفتادمین جشنواره فیلم کن جایزه اصلی بخش نوعی نگاه را به دست آورد.

## داستان
رضا با دوری جستن از شهر، در گیلان در مزرعه خود مشغول به کار است. او به همراه خانواده در دامن طبیعت زندگی آرامی دارد. اداره مزرعه با مشکلاتی روبه‌رو شده است. رضا می‌کوشد این مشکلات را با دوری از زنجیره روابط فاسد محلی پشت سر بگذارد.

## بازیگران
- رضا اخلاقی‌راد در نقش رضا
- سودابه بیضایی در نقش حدیث
- نسیم ادبی در نقش مادر زیبا
- میثاق زارع در نقش برادر حدیث
- زینب شعبانی در نقش تارا
- ژیلا شاهی
- مهدی مهربان
- آرش اشاداد

## بازخوردها
- پس از کسب جایزه در جشنواره کن، وبسایت «سینماپرس»[۶] و روزنامه کیهان[۷] با نوشتن نقدهایی به شدت به فیلم و محمد رسول اف انتقاد کردند.